# Athetis griseomixta
Athetis griseomixta är en fjärilsart som beskrevs av Schultz 1924. Athetis griseomixta ingår i släktet Athetis och familjen nattflyn. Inga underarter finns listade i Catalogue of Life.